# Jean-Bertrand Pontalis
Jean-Bertrand Pontalis (ur. 15 stycznia 1924 w Paryżu, zm. 15 stycznia 2013 tamże) – francuski filozof, psychoanalityk i pisarz.

## Życiorys
Pontalis uczęszczał do paryskiego gimnazjum im. Pasteurea i Liceum Henri IV; studiował na Sorbonie filozofię – naukę ukończył w 1945 roku, pisząc pracę na temat filozofii Spinozy. W latach powojennych przyłączył się do lewicy, do środowiska skupionego wokół Jean-Paula Sartre’a i Maurice’a Merleau-Ponty'ego. Współpracował z założonym przez nich pismem Les Temps Modernes. Nauczał filozofii w gimnazjach w Alexandrii (1948–1949), Nicei (1949–1951) i Orleanie (1951–1952); dzięki poparciu Merleau-Ponty'ego został współpracownikiem Centre national de la recherche scientifique (CNRS). W tym samym czasie rozpoczął analizę szkolną u Jacques’a Lacana – to właśnie on opublikował pierwsze streszczenia jego słynnych Seminariów z lat 1956–1959 (Séminaires IV-VI). Około 1960 roku razem z Jeanem Laplanche rozpoczął prace nad Vocabulaire de la psychanalyse - książka ukazała się w 1967 roku; od tej pory uchodzi za standardowe dzieło na temat teorii i historii psychoanalizy.
W 1964 roku odwrócił się od Lacana i wraz z innymi założył Association Psychanalytique de France. W tym samym roku został członkiem komitetu redakcyjnego Les Temps Modernes i rozpoczął wykłady w École pratique des hautes études. W 1970 powołał do życia czasopismo Nouvelle Revue de Psychanalyse – był jego wydawcą do 1994 roku. W skład komitetu redakcyjnego wchodzili, m.in. Didier Anzieu, André Green, Guy Rosolato i Jean Starobinski. W 1979 roku zaczął brać udział w pracach kolegium lektorskiego Éditions Gallimard – rok później zaczął publikować własne prace literackie.

## Publikacje
W Polsce Jean-Bertrand Pontalis znany jest wyłącznie jako współautor (razem z Jeanem Laplanche) Słownika psychoanalizy, Wydawnictwa Szkolne i Pedagogiczne, ISBN 83-02-06240-5.
- L'Enfance d'un autre, 1952
- Après Freud, Gallimard-Tel, Paris, 1965
- Entre le rêve et la douleur, éd. Gallimard-Tel, Paris, 1977
- Loin, 1980
- Jean-Bertrand Pontalis, Jean Laplanche, Fantasme originaire, fantasmes des origines, origines du fantasme, Hachette Littérature-Pluriel
- L’amour des commencements, 1986
- Perdre de vue, 1988
- La force d'attraction, 1990
- L'enfant des limbes, 1998
- Un homme disparaît, 1995
- Ce temps qui ne passe pas ; suivi de Le compartiment de chemin de fer, 1997
- Fenêtres, 1999
- En marge des jours, 2002
- La traversée des ombres, 2003, Prix Valery Larbaud, 2004
- Le dormeur éveillé, 2004
- Frère du précédent, Prix Médicis Essais, 2006